# تام هالند (کارگردان)
تام هالند (انگلیسی: Tom Holland؛ زادهٔ ۱۱ ژوئیهٔ ۱۹۴۳) کارگردان، فیلم‌نامه‌نویس، هنرپیشه و وکیل اهل ایالات متحده آمریکا است.
از آثار او می‌توان نویسندگیِ فیلمنامهٔ ماجرای مرموز و پرالتهاب و فیلم ترسناک شب وحشت را نام برد.